# Marianische Exulanten
Marianische Exulanten (Marian exiles) ist eine Bezeichnung für englische Religionsflüchtlinge während der Regierungszeit von Maria I., 1553 bis 1558. Ihre Gesamtzahl wird auf 800 Personen geschätzt. 472 Exulanten sind namentlich bekannt. Etwa ein Viertel davon gehörte dem Landadel (gentry) an. Theologiestudenten stellten einen fast ebenso großen Anteil. Außerdem gab es unter den Exulanten zahlreiche Geistliche und Kaufleute.
Die Flüchtlinge sammelten sich in Städten Kontinentaleuropas, die bereits durch reformierte Theologen geprägt waren: Zürich (Heinrich Bullinger), Genf (Johannes Calvin), Straßburg (Peter Martyr Vermigli) oder Frankfurt am Main (Valérand Poullain). Wegen ihrer Abendmahlslehre galten die Exulanten als Calvinisten; deshalb fanden sie in lutherischen Territorien keine Aufnahme. Der Hamburger Gnesiolutheraner Joachim Westphal forderte, sie abzuweisen, mit der Folge, dass der Einfluss des Luthertums auf die Reformation in England danach nur noch gering war. Der Aufenthalt in Genf erwies sich für viele Exulanten als prägende Erfahrung. Bald nach dem Regierungsantritt Elisabeths I. (1558) konnten die Exulanten nach England zurückkehren. Einige von ihnen stiegen in führende politische und kirchliche Ämter auf.

## Liste bekannter Exulanten
| Bild | Name                                                    | Geburtsjahr | Tätigkeitsfeld                                                                     | Bemerkungen                                                                                                   |
| ---- | ------------------------------------------------------- | ----------- | ---------------------------------------------------------------------------------- | --- |
|      | John Bale                                               | 1495        | Geistlicher und Schriftsteller                                                     | |
|      | Peregrine Bertie, 13. Baron Willoughby de Eresby        | 1555        | Adliger, Diplomat und Militär                                                      | Als Kind Marianischer Exulanten in Wesel am Niederrhein geboren und in der dortigen Willibrordikirche getauft |
|      | John Cheke                                              | 1514        | Humanist, Altphilologe                                                             | |
|      | Anthony Cooke                                           | 1505        | Humanist                                                                           | |
|      | Myles Coverdale                                         | 1488        | Bischof von Exeter unter Edward VI.                                                | Bibelübersetzer; als Exulant Pfarrer in Bergzabern                                                            |
|      | Richard Cox                                             | 1500        | Dekan von Westminster, Kanzler der Universität Oxford; Bischof von Norwich und Ely | |
|      | John Foxe                                               | 1517        | Domherr von Salisbury, Schriftsteller                                              | Verfasser einer Märtyrergeschichte (Acts and Monuments)                                                       |
|      | Edmund Grindal                                          | 1519        | Bischof von London unter Edward VI.; Erzbischof von Canterbury unter Elisabeth I.  | |
|      | Laurence Humphrey                                       | 1527        | Professor in Oxford unter Elisabeth I.                                             | Puritanischer Theologe                                                                                        |
|      | John Jewel                                              | 1522        | Bischof von Salisbury unter Elisabeth I.                                           | Verfasser von The Apology of the English Church                                                               |
|      | Francis Knollys                                         | 1514        | Minister unter Elisabeth I.                                                        | |
|      | James Pilkington                                        | 1520        | Bischof von Durham unter Elisabeth I.                                              | |
|      | Edwin Sandys                                            | 1519        | Erzbischof von York unter Elisabeth I.                                             | Mitübersetzer der Bischofsbibel                                                                               |
|      | Dorothy Stafford                                        | 1526        | Mistress of the Robes Elisabeths I.                                                | |
|      | Francis Walsingham                                      | 1532        | Secretary of State unter Elisabeth I.                                              | Organisator eines europäischen Spionagenetzwerks                                                              |
|      | Katherine Willoughby, 12. Baroness Willoughby de Eresby | 1519        | Herzogin von Suffolk                                                               | |
|      | Thomas Young                                            | 1507        | Erzbischof von York unter Elisabeth I.                                             | |